# 동해상사고속
동해상사고속(東海商事高速)은 대한민국 강원특별자치도 강릉시 송정동에 본사가 있는 시내버스, 농어촌버스 및 시외버스 운수 회사며, 1927년 설립되었다. 강원특별자치도 영동지방의 시내버스, 농어촌버스, 시외버스 등을 운행하고 있다. 동해상사고속의 모든 시내버스와 농어촌버스에는 '아침해 뜨는 동해'라는 자사 고유의 테마도색을 적용한다. 동해상사고속 마크는 가운데는 한자 東을 뜻하고, 동그라미는 태양을 뜻하며, 동해안의 대표 버스회사를 자리잡는 뜻이라 한다.

## 최초 쿠폰제 사용 시외버스회사
동해상사고속의 특징은 전국 시외버스 회사 중 유례 없는 쿠폰제를 도입한 것이다. 동서울~강릉 간 시외버스에 쿠폰제가 도입됐는데 운전기사와 회사직원이 찍은 쿠폰도장 10개를 찍어서 제시하면 버스 1번을 공짜로 탈 수 있는 시스템이다. 14600원에 해당하는 편도 운임 1회를 절약할 수 있는데다 기존 버스 회사 중에선 상당히 파격적인 쿠폰제도기에 동서울~강릉 버스 이용객의 상당량을 유치하는데 성공한다. 쿠폰 뒷장에 동해상사 배차 시간표가 있어서 해당 노선 경쟁 버스회사인 강원여객(흥업) 배차와 혼동하지 않고 탈 수 있다. 해당 노선을 운행하는 버스 배차 중 1부는 주문진, 양양, 동해, 삼척 등지를 운행하기 때문에 양양, 동해, 삼척 등지에서도 해당 쿠폰을 이용할 수 있다. 다만, 쿠폰 두 장을 합쳐 도장 10개가 됐다는 식으로 하는 무료승차는 불가능하다. 이러한 시스템은 SBS 오락 프로그램인 '있다! 없다?'에 소개될 정도로 화제가 되었으며, 동해상사고속 해당 노선은 거의 모든 배차가 만석이 될 정도로 인기리에 운행되고 있다. 다만, 초기에는 더 많은 손님을 채우기 위해 동서울~강릉은 40석 일반고속으로 운행하고 있어 이용, 서비스 면에선 불편한 편이었으나 현재는 31석 우등형 버스를 투입하는 등 많이 개선되었다. 한편, 이러한 쿠폰제 이용이 타사와 과도한 경쟁을 불러 일으켜 동서울에서 강릉을 거쳐 동해와 삼척으로 가는 신설노선에 대해 강원여객(흥업)이 운행 방해한다는 이유로 2009년 10월 동해상사 버스가 강릉 시외버스 터미널 출입구를 막는 바람에 타사 버스 출고까지 지장을 주는 사건이 일어나기도 했다.

## 운용 차종

#### 기아
- 기아 뉴 그랜버드 이노베이션 파크웨이

#### 자일대우버스
- 자일대우 NEW BS090
- 자일대우 NEW BS106
- 자일대우 NEW BS110
- 자일대우 FXⅡ120S
- 자일대우 FXⅡ120 크루징 스타

#### 현대상용차
- 현대 카운티
- 현대 그린시티

#### 디피코
- 디피코 HU-SKY

#### 비야디 자동차
- BYD eBus-11
- BYD eBus-12

## 시내버스 및 농어촌버스 노선
- 고성군
- 속초시
- 강릉시
- 동해시
- 삼척시

## 시외버스 노선
동서울발 노선
- 동서울~강릉 (직통과 횡계 경유로 나뉨, 쿠폰 사용 가능)
- 동서울~강릉~주문진(무정차)(동서울 출발 19:29,20:50 주문진까지 운행함 쿠폰 사용 가능)
- 동서울~강릉~정동진(심야)(동서울 출발 22:20 정동진심야까지 운행함 쿠폰 사용 가능)
- 동서울~강릉~주문진~하조대~양양(무정차)(쿠폰 사용 가능)
- 동서울~주문진~양양(무정차)(강릉 승객 많을시 예비차 편성으로 강릉행 따로 주문진, 양양행 차량 배치, 쿠폰 사용가능)

강릉발 노선
- 강릉~속초(무정차와 완행으로 나뉨)
- 강릉~부천(안양 경유)
- R8206번 : 강릉~안산(장평, 군포 경유 무정차)<대원고속,태화상운,강원여객과 공동 운행>
- 강릉~인천(무정차)
- 강릉~수원(우만동 경유 무정차)
- 강릉~정선(나전, 여량, 임계 경유)<강원여객,강원흥업과 공동 운행>
- 강릉~청주(서울고속과 공동 배차)
- 강릉~횡계~진부~장평~동서울(쿠폰 사용 불가능, 완행)

주문진발 노선
- 주문진~강릉~동서울(무정차, 우등)
- 주문진~서울남부(횡계,진부,장평,우등)

삼척발 노선
- 삼척~동해~동서울(쿠폰 사용 불가능, 우등)
- 삼척~동해~고양(쿠폰 사용 불가능, 우등)
- 삼척~동해~강릉~춘천(쿠폰 사용 불가능, 일반)

## 시외버스 교통카드
동해상사고속(시외사업부)는 2007년 말에 교통카드단말기를 설치했으나 2011년 중에 철거되었다가 2012년에 강원도 시외버스 교통카드제 시행을 대비하여 다시 설치되었다. 실제로 카드단말기제작 회사는 캐시비카드다.